# XCP-ng
XCP-ng est une distribution Linux du projet Xen, avec un hyperviseur Xen préconfiguré et le projet Xen API (XAPI) clé en main. Le projet est né en 2018, à la suite du fork de Citrix XenServer (aujourd'hui Citrix Hypervisor). Depuis janvier 2020, il fait également partie de la Linux Foundation, via le projet Xen,,.

## Nom
XCP-ng signifie Xen Cloud Platform - next generation. Il est le successeur de XCP, initialement créé en 2010 en tant que version open source de Citrix XenServer. À cette époque, le code source de XenServer n'était pas ouvert, et XCP était la version open source contenant un sous-ensemble de fonctionnalités.
XenServer devenant open source en 2013, le projet XCP a été arrêté. Plusieurs années plus tard, lorsque Citrix a cessé de proposer XenServer gratuitement et en open source, le projet a été relancé sous le nom de XCP-ng.

## Histoire
En décembre 2017, Citrix a annoncé la suppression de fonctionnalités importantes de XenServer Free Edition et les rend uniquement disponibles avec des options payantes. De plus, XenServer n'était pas axé vers la communauté car :
- aucune instruction de build public n'était disponible [note 1] ;
- depuis XenServer 7.4, il était même impossible de démarrer une machine virtuelle à cause de certains composants propriétaires [7] ;
- les contributions de la communauté n'étaient pas prises en compte [8],[9],[10] ;
- aucune contribution externe n'a été acceptée ou même possible (en raison du manque de depôt accessible au public pour diverses parties de XenServer) [11].

En réponse à cette annonce, le fondateur originel de Xen Orchestra  (une plate-forme de gestion Web Open Source pour XenServer), Olivier Lambert, a annoncé la résurrection du projet XCP, avec ses objectifs initiaux : fournir une version gratuite/libre et 100 % communautaire de XenServer,,,.
Peu de temps après, une campagne Kickstarter a été lancée  et a rapidement dépassé l'objectif initial,.
Le 31 mars 2018, la première version officielle d'XCP-ng a été annoncée. Après cinq autres versions (voir la section des versions) et quelques mois en version bêta, la première version de support à long terme (LTS) a été annoncée en novembre 2020.

## Composants

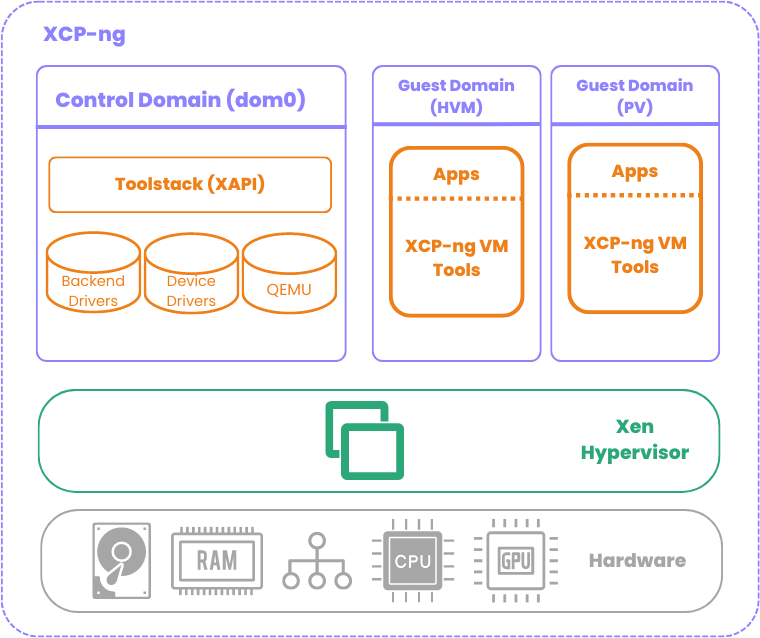
Architecture de XCP-ng

XCP-ng peut être comparé à une distribution Linux, mais destiné à exécuter Xen de façon clé en main. Il s'agit d'un ensemble de composants créant un système pouvant être installé sur n'importe quel serveur physique basé sur une architecture Intel x86. Il est basé sur plusieurs projets, comme CentOS pour les packages d'espace utilisateur, XAPI pour l'API, Xen pour l'hyperviseur, Open vSwitch (en) pour la mise en réseau, etc. XCP-ng fournit également des packages supplémentaires qui ne sont pas disponibles par ailleurs, à cause des sources inexistantes ou fermées de Citrix Hypervisor.

## Versions
| XCP-ng version | Version de l'hyperviseur | Date de publication | Date de fin du support |
| -------------- | ------------------------ | ------------------- | ---------------------- |
| 7.4            | Xen 4.7.5                | 2018-03-31          | 2018-10-31             |
| 7.5            | Xen 4.7.5                | 2018-08-10          | 2019-07-25             |
| 7.6            | Xen 4.7.6                | 2018-10-31          | 2020-03-30             |
| 8.0            | Xen 4.11.1               | 2019-07-25          | 2020-11-13             |
| 8.1            | Xen 4.13.0               | 2020-03-31          | 2021-03-31             |
| 8.2 LTS        | Xen 4.13.1               | 2020-11-18          | 2025-06-25             |
| 8.3            | Xen 4.17.4               | 2024-10-07          | 2028-11-30             |

### XCP-ng 8.2 (LTS)
| XCP-ng version | Date de publication |
| -------------- | ------------------- |
| 8.2.0 LTS      | 2020-11-18          |
| 8.2.1 LTS      | 2022-02-28          |

## Remarques
1. ↑  No instructions available on official Citrix documentation nor on the legacy XenServer community website.